# S/S Equity
S/S Equity var ett tyskt fartyg som mellan den 31 oktober och den 10 december 1917 företog en känd resa.
Tyska sjöministeriet insatte Equity som man erövrat från engelsmännen för att transportera vapen till Finland. Den 27 oktober lämnade man Danzig med 7 000 gevär, 2,6 miljoner patroner, 4 500 handgranater mm. Kapten ombord var löjtnant Gustav Petzold, Med ombord fanns åtta jägare ledda av Juho Heiskanen. 
Första gången lossar fartyget den 31 oktober i Maxmo vid Stor Sandviken i Vesterö. Här finns ett minnesmärke idag. Nästa ställe var den 1 november vid Tolvmangrundet i Larsmo (ett minnesmärke återfinns på lossningsplatsen). Där lossades resten av lasten. En del av jägarna steg av vid  Vesterö emedan  resten steg av vid Larsmo.